# Flugplatz Frederico Westphalen

i7
i11
i13
Der Aeroporto de Frederico Westphalen ist ein privater Flugplatz der brasilianischen Stadt Frederico Westphalen im Bundesstaat Rio Grande do Sul. Er liegt unmittelbar am nördlichen Rand des Stadtgebiets und verfügt über eine 740 Meter lange Piste aus Splitt. Betreiber des Sportfluggeländes ist der 1951 gegründete Aeroclube de Frederico Westphalen.